# مدحت معتز
مدحت معتز (مواليد 23 أكتوبر 2000) هو مبارز مصري، مثّل بلاده في الألعاب الأولمبية الصيفية 2020 في طوكيو.

## المشاركة الأولمبية

### طوكيو 2020
| الرياضيّ/ون                                | الحدث              | دور الـ64     | دور الـ32     | دور الـ16                   | ربع النهائي                               | نصف النهائي                        | النهائي / م.ب.                      | النهائي / م.ب. |
| الرياضيّ/ون                                | الحدث              | الخصم النتيجة | الخصم النتيجة | الخصم النتيجة               | الخصم النتيجة                             | الخصم النتيجة                      | الخصم النتيجة                       | الترتيب        |
| ----------------------------------------- | ------------------ | ------------- | ------------- | --------------------------- | ----------------------------------------- | ---------------------------------- | ----------------------------------- | -------------- |
| محمد عامر زياد السيسي معتز مدحت مهاب سمير | فرق – السيف العربي | ل. ي.         | ل. ي.         | اليابان (اليابان) · ف 45-32 | كوريا الجنوبية (كوريا الجنوبية) · خ 39–45 | المراكز 5-8 ROC (تايوان) · ف 45-41 | المراكز 5-6 إيران (إيران) · ف 45-41 | الخامس         |